# Otto Herschmann

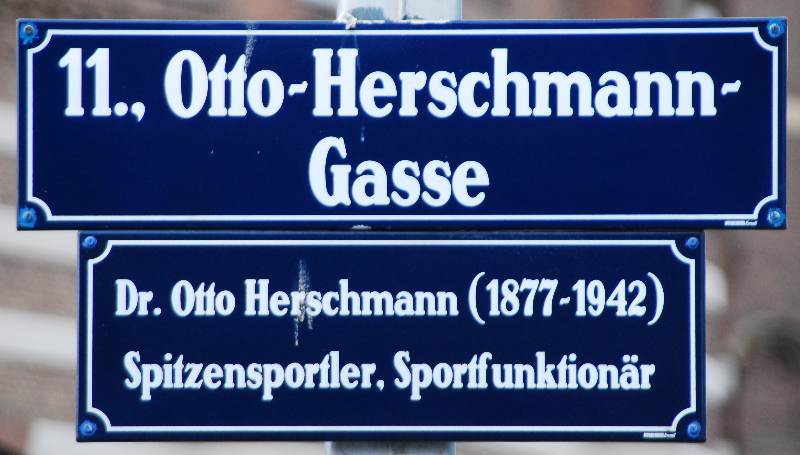
Otto-Herschmann-Gasse im 11. Bezirk

Otto Herschmann (* 4. Jänner 1877 in Wien; † 17. Juni 1942 im Ghetto Izbica) war ein österreichischer Schwimmer, Fechter und Sportfunktionär.
Er war einer der wenigen Sportler, die olympische Medaillen in verschiedenen Sportarten gewannen.

## Sportliche Erfolge
Bei den Olympischen Spielen 1896 gewann er die Silbermedaille im Schwimmen über 100 m Freistil. Im Säbelfechten bei den Olympischen Zwischenspielen 1906 blieb er unplatziert. 1912 holte er mit der österreichischen Mannschaft die Silbermedaille im Säbelfechten. Im Einzelwettbewerb schied er bereits in der ersten Runde aus.

## Besonderheiten
Bei seiner Teilnahme an den Olympischen Spielen 1912 in Stockholm war er gleichzeitig Präsident des Österreichischen Olympischen Comités (ÖOC). Damit ist er bis heute der einzige Präsident eines Nationalen Olympischen Komitees, der während seiner Amtszeit eine olympische Medaille gewann.

## Leben
Der promovierte Rechtsanwalt war nach seiner Präsidentschaft beim ÖOC von 1914 bis 1932 Präsident des Verbandes Österreichischer Schwimmvereine. Otto Herschmann wurde wegen seiner jüdischen Abstammung am 14. Jänner 1942 von den Nationalsozialisten in das Vernichtungslager Sobibor deportiert. Er starb im selben Jahr im Durchgangslager Izbica.
Am 7. November 2001 wurde die Otto-Herschmann-Gasse in Wien-Simmering (11. Bezirk) nach ihm benannt.

## Schriften
- Wiener Sport (= Großstadt-Dokumente. Band 12). Hermann Seemann, Berlin und Leipzig 1904 (Textarchiv – Internet Archive).